# Krzan
Krzan (pol. hist. Krzon) – wieś w Polsce położona w województwie wielkopolskim, w powiecie kościańskim, w gminie Kościan.

## Historia
Wieś ma metrykę średniowieczną i pierwotnie związana była z Wielkopolską. Istnieje co najmniej od końca XIV wieku. Wymieniona została w 1395 w łacińskim dokumencie pod obecną nazwą Czran, 1402 Krzon, 1404 Crzon, 1406 Chrzim.
Miejscowość była wsią szlachecką leżącą w dobrach Grodzisk i należącą do lokalnej szlachty wielkopolskiej z rodu Krzeńskich, którzy od nazwy wsi przyjęli swoje odmiejscowe nazwisko, a także do Gryżyńskich, Głażewskich, Jaszkowskich, Kluczewskich, Niemierzyckich, Cerekwickich. W 1465 należała do powiatu kościańskiego Korony Królestwa Polskiego. Od 1395 była siedzibą własnej parafii.
W 1415 sąd ziemski potwierdził prawa Przybysława Gryżyńskiego do dziedzin Srocko Wielkie, Krzan i Kurowo zgodnie z przedłożonymi przez właściciela dokumentami. W 1422 Małgorzata żona Przybysława posiadała oprawę wienną m.in. w Krzanie. W 1445 bracia Andrzej i Wojsław Gryżyńscy otrzymali w działach od Jana Gryżyńskiego m.in. wieś Krzan. W 1448 Andrzej Jaszkowski dał w działach swojemu bratu rodzonemu Janowi m.in. Kurowo. W 1448 Jan Jaszkowski zapisał swojej żonie Annie córce Piotra z Gaju po 300 grzywien posagu oraz wiana na swoich dobrach m.in. na wsi Kurowo wraz z folwarkiem, sołectwem oraz przynależnym do wsi jeziorem. W 1450 Sędziwój z Rąbinia kupił od Borków z Jaszkowa Kokorzyn, Godziszewo oraz Krzan. W 1455 pan Jan Jaszkowski z Krzanu sprzedał dwie grzywny czynszu od sumy 24 grzywien na wsi Krzan Jakubowi dziedzicowi w Grobi, który przeznaczył go dla kaplicy św Barbary. W 1465 Agnieszka Rąbińska dała swoim synom Piotrowi oraz Janowi 1/3 swego posagu, tj. 433 grzywien, jaki na Rąbiniu, Kokorzynie, Godziszewie i Krzanie dał jej mąż Sędziwój Rąbiński.
W 1466 Jakub z Wielkiego Orla kupił od Sędziwoja Rąbińskiego wieś Krzan za 100 grzywien. W 1467 zapisał on swojej żonie Elżce po 200 grzywien posagu oraz wiana na połowie Krzanu oraz folwarku Białe Jezioro (obecnie Stary Białcz). W 1471 Jan Krzeński sprzedał z zastrzeżeniem prawa odkupu Tomisławowi Kluczewskiemu wieś Krzan za 300 grzywien. W 1487 Andrzej Głażewski sprzedał Mikołajowi Kluczewskiemu połowę Krzanu oraz połowę folwarku Białe Jezioro. W 1488 rodzeństwo z Gwiazdowa Stanisław, Piotr i Dorota sprzedali Katarzynie żonie Jana Młodszego Kokorzyńskiego połowę wsi Krzan oraz część Białego Jeziora, dobra odziedziczone po matce, za 300 grzywien. W 1493 Jan Niemierzycki kupił z zastrzeżeniem prawa odkupu od Mikołaja Kluczewskiego 2,5 łana w Krzanie za 100 złotych. W 1498 dodatkowo odkupił z zastrzeżeniem prawa odkupu od Mikołaja Kluczewskiego 3 łany we wsi. W 1508 majętności w Krzanie posiadał też Wojciech Niemierzycki. W 1505 Maciej Pigłowski kupił za 30 grzywien od Mikołaja Kluczewskiego połowę wsi Krzan oraz Białe Jezioro. W 1508 odsprzedał za 500 grzywien połowę wsi Krzan oraz połowę folwarku Białe Jezioro Stanisławowi Hinczce Ujejskiemu z Ujazdu.
Archiwalne dokumenty odnotowały również zwykłych mieszkańców wsi. W 1428 Paweł Nowakowicz z Krzanu syn karczmarki toczył proces ze szlachcicem Dominikiem Wilkowskim o 4 grzywny oraz 7 wiardunków po zmarłym stryju Wojciechu. W 1465 odnotowano dwóch krzańskich kmieci Adama i Stwola. W 1499 natomiast 5 kolejnych: Pawła posiadającego 3 kwarty roli, Jana 3 kwarty, Pawła Żołędzia (oryg. zapis Zolacz) 1/2 łana, Mikołaja 1/2 łana, Stefana 1/2 łana.
W 1486 wieś nie zapłaciła poradlnego. W 1510 Krzan liczył 4 i 3/4 łana osiadłego, 1 i 3/4 łana opuszczonego, jeden łan plebański, 4 zagrodników, dwie karczmy oraz folwarki dziedziców. W 1530 miał miejsce pobór od dwóch łanów. W 1563 pobrano podatki z części pana Ujejskiego od 3 i 1/4 łana, z części pana Kokorzyńskiego od 3 i 1/4 łana oraz karczmy. W 1581 pobór miał miejsce z części Jana Cerekwickiego od 2,5 łana, 1/4 karczmy oraz jednego zagrodnika.
W wyniku II rozbioru Rzeczypospolitej w 1793, miejscowość przeszła w posiadanie Prus i jak cała Wielkopolska znalazła się w zaborze pruskim. W okresie Wielkiego Księstwa Poznańskiego (1815-1848) miejscowość wzmiankowana jako Krzan należała do wsi większych w ówczesnym powiecie Kosten rejencji poznańskiej. Krzan należał do okręgu kościańskiego tego powiatu i stanowił część majątku Kobelniki, który należał wówczas do Władysława Kwileckiego. Według spisu urzędowego z 1837 roku Krzan liczył 193 mieszkańców, którzy zamieszkiwali 17 dymów (domostw).
W latach 1975–1998 miejscowość administracyjnie należała do województwa leszczyńskiego.
Zobacz też: Krzanowice